# (10458) Sfranke
(10458) Sfranke – planetoida z pasa głównego asteroid okrążająca Słońce w ciągu 3 lat i 223 dni w średniej odległości 2,35 j.a. Została odkryta 2 września 1978 roku. Przed nadaniem nazwy planetoida nosiła oznaczenie tymczasowe (10458) 1978 RM7.